# W la foca
W la foca è un film del 1982 diretto da Nando Cicero.

## Trama
Andrea, un'infermiera veneta in cerca d'impiego a Roma, inizia come cameriera in casa del dott. Patacchiola, un medico molto particolare e con una famiglia altrettanto strana, fino a vincere in un concorso fotografico una foca. Andrea tenta inutilmente la strada dello spettacolo nelle TV private, per divenire infine direttrice di una clinica dimagrante.

## Produzione
Ultima pellicola interpretata da Riccardo Billi, nel film hanno partecipato, con ruoli minori, l'attrice pornografica Moana Pozzi e la futura annunciatrice televisiva Alessandra Canale. Il film è stato girato completamente in presa diretta.

## Distribuzione
Uscito il 4 marzo 1982 col divieto ai minori di 18 anni, il film fu sottoposto a sequestro dopo due settimane di circolazione. La censura avrebbe stigmatizzato il riferimento sessuale suggerito dal titolo. Il film rimase praticamente invisibile per due decenni, per essere poi presentato alla 61ª Mostra internazionale d'arte cinematografica di Venezia (2004); pubblicato quindi in DVD, è stato poi trasmesso anche sulle reti TV nazionali.

## Accoglienza

### Critica
L'attore e regista statunitense Eli Roth ha dichiarato che per lui il film di Nando Cicero è 